# Last Thursdayism

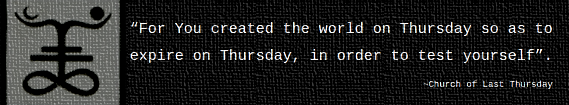
"Pois você criou o mundo na quinta-feira para expirar na quinta-feira, com o propósito de testar a si mesmo." Igreja da Última Quinta-feira

Last Thursdayism (em português, algo como "Quintafeirismo Passado") é uma espécie de religião paródica, mas que também pode ser entendido como uma teoria da conspiração, que postula que o universo foi criado na última quinta-feira, mas com a aparência física de bilhões de anos. Consequentemente, os livros, os fósseis, a luz das estrelas distantes e literalmente tudo (incluindo as memórias do tempo) se formaram na última quinta-feira - que é o momento da criação - em um estado que parece muito mais antigo.
O Last Thursdayism funciona como uma demonstração filosófica de como nossas observações podem não coincidir com a realidade: correspondências como o omfalismo ou a teoria da Terra jovem baseiam-se em textos bíblicos para, segundo cálculos precisos, confirmar que a Terra ou o Universo são muito mais jovem do que os 13.700 milhões de anos que a ciência propõe. Essas teorias - como a da Terra jovem, por exemplo - chegam até mesmo a afirmar que qualquer elemento que sugerisse o contrário, como o exemplo dos fósseis, teria sido ali colocado justamente para provar a fé dos crentes. 
Desta forma, o Last Thursdayism satiriza a redução ao absurdo da ideia criacionista da Terra Jovem, por exemplo. Ou seja. "se o mundo foi criado há 6.000 anos com a aparência de ter bilhões de anos, o que nos impede de afirmar que foi feito na quinta-feira passada?"
A premissa por trás da teoria de Last Thursdayism é uma frase de Bertrand Russell, que em 1921 explicou as dificuldades de provar que o universo foi criado, intacto, em um ponto definido no passado em sua "hipótese de cinco minutos":
O filósofo Ludwig Wittgenstein segue a mesma linha de Bertrand Russell, Em seu texto "Überlegungen über Gewissheit" (publicado postumamente em 1969) ele diz: